# Florești (Prahova megye)
Florești község és falu Prahova megyében, Munténiában, Romániában.  A hozzá tartozó települések: Cap Roșu, Călinești, Cătina és Novăcești.

## Fekvése
A megye nyugati részén található, a megyeszékhelytől, Ploieștitől, huszonegy kilométerre északnyugatra, a Prahova folyó mentén.

## Története
A 19. század végén Filipești járás része volt, ekkor a község még csak Florești és Cap Roșu falvakból állt, összesen 723 lakossal. A községi iskolát 1879-ben alapították, templomát 1826 és 1830 között Grigore Cantacuzino építtette, valamint két vízimalom tartozott hozzá, a Prahova folyón.
Ebben az időszakban Cătina és Călinești falvak, Siliștea Dealului-al együtt, Călinești községet alkották, melynek ekkor összesen 605 lakosa volt. Temploma VI. Basarab havasalföldi fejedelem idején épült, a községben állt a Cantacuzino-család egyik kápolnája, iskoláját 1870-ben hozták létre, valamint két vízimalom tartozott ehhez a községhez is, a Prahova folyón.
1925-ös évkönyv szerint Călinești község Cătina, Călinești, Novăcești valamint Siliștea falvakból állt, 1258 lakossal, Florești községben pedig 1051 fő élt.
1950-ben mindkét községet a Prahovai régió Ploiești rajonjához csatolták, 1952-ben pedig a Ploiești régióhoz kerültek.
1968-ban Călinești községet megszüntették, ekkor csatolták Cătina és Călinești falvakat Florești-hez, mely ekkor az újból létrehozott Prahova megye része lett.

## Lakossága
| Nemzetiségek | 2002 | 2002   |
| ------------ | ---- | ------ |
| Románok      | 7455 | 97,65% |
| Romák        | 169  | 2,21%  |
| Magyarok     | 8    | 0,10%  |
| Németek      | 1    | 0,01%  |
| Olaszok      | 1    | 0,01%  |
| Összesen     | 7634 | 100,0% |

## Látnivalók
- Constantin Aldea vízimalom - a 19. századból.
- Adormirea Măicii Domnului templom - 1640-ben épült.
- Szentháromság templom - 1887-ben épült, ikonjait Gheorghe Tătărăscu készítette.
- Mavros Cantacuzino udvarház és kápolna - 1821 és 1825 között épült.
- Kis-Trianon palota - a Cantacuzino család palotája, 1910 és 1916 között épült.
- Sutu főméltóságos asszony emlékműve